# Sorex sclateri
Sorex sclateri är en däggdjursart som beskrevs av Clinton Hart Merriam 1897. Sorex sclateri ingår i släktet Sorex och familjen näbbmöss. IUCN kategoriserar arten globalt som akut hotad. Inga underarter finns listade i Catalogue of Life.
Denna näbbmus är bara känd från två mindre områden i södra Mexiko. Den hittades i låglandet och i bergstrakter vid 1700 meter över havet. Habitatet utgörs av molnskogar och av andra skogar.
Arten har i överkäken fyra enkelspetsiga tänder bakom de inre framtänderna och den tredje enkelspetsiga tanden är liks stor eller större än den fjärde. Ett exemplar var med svans 125 mm lång, svanslängden var 53 mm och djuret vägde 7 g. Exemplaret hade 16 mm långa bakfötter och 6 mm stora öron.
Levnadssättet antas vara lika som hos andra släktmedlemmar.